# Bahçeköy
Bahçeköy (türkisch für Gartendorf) ist ein Dorf im Landkreis Tavas der türkischen Provinz Denizli. Bahçeköy liegt etwa 75 km südlich der Provinzhauptstadt Denizli und 30 km südlich von Tavas. Bahçeköy hatte laut der letzten Volkszählung 336 Einwohner (Stand Ende Dezember 2010).

## Geschichte
Zwischen 1960 und 1980 sind viele Einwohner als Gastarbeiter nach Westeuropa ausgewandert. Etwas mehr als 1500 Menschen aus Bahçeköy leben derzeit im Ausland, besonders in Deutschland, Kanada, Österreich und der Schweiz, die meist in den Sommerferien ihr Heimatdorf besuchen.

## Wirtschaft und Infrastruktur
Die Mehrheit der Bevölkerung ist in der Landwirtschaft beschäftigt. Der Tabakanbau ist mit Abstand die größte Einnahmequelle der Bevölkerung. Des Weiteren werden Weizen, Gerste, Thymian, Zwiebeln und Zuckermelonen angebaut.